# 더마 더로전
더마 다넬 더로전(영어: DeMar Darnell DeRozan, 1989년 8월 7일 ~ )은 미국의 농구 선수로 포지션은 슈팅 가드이다. 2024년 7월 현재 NBA 새크라멘토 킹스 소속이다.

## NBA 경력
캘리포니아주 콤프턴 시 출신이다. 2008년 4월, 더로전은 USC를 그만두고 2009 NBA 드래프트로 들어갈 것이라고 발표했다. 더로전은 토론토 랩터스 팀에 발탁되었고 현재까지 토론토 랩터스에서만 선수 생활을 이어가고 있다. 현재 1819시즌 샌안토니오 스퍼스의 카와이 래너드와 트래이드 (거의 방출) 되어 샌안토니오 스퍼스에서 뛸 예정.

## 국가대표팀 경력
더로전은 2014년 FIBA 농구 월드컵 대회에서 미국 농구 국가대표팀 소속으로 출전하여 금메달을 획득했다. 총 9번의 경기에서 그는 평균 4.8점의 득점, 1.0회 리바운드, 1.4회의 어시스트를 하였다. 또 더로전은 2016년 하계 올림픽 남자 농구 경기에서 미국 대표팀으로 출전하기도 했다. 더로전은 이 대회에서 경기당 평균 6.6점을 득점했다.